# Itasturmia intermedia
Itasturmia intermedia là một loài ruồi trong họ Tachinidae.